# Everett C. Olson
Everett Claire Olson (* 6. November 1910 in Waupaca, Wisconsin; † 27. November 1993) war ein US-amerikanischer Geologe und Wirbeltier-Paläontologe.

## Leben und Werk
Olson wuchs in Hinsdale auf, einem ländlichen Vorort von Chicago. Er sammelte schon als Schüler Schmetterlinge und setzte dies später in Nordamerika und den Tropen mit seinem Entomologie-Kollegen G. A. Bartholomew regelmäßig fort. Er studierte zunächst Chemie und dann Geologie an der University of Chicago, wo er außerdem als Kunstturner hervortrat und ein Sportstipendium hatte. Nach dem Bachelor-Abschluss 1932 studierte er bei Alfred Romer Wirbeltier-Paläontologie. Romer betreute Olsons Promotion, nachdem er nach Harvard gegangen war. Nach der Promotion wurde Olson 1935 Paläontologe in der Fakultät für Geologie der University of Chicago. Im Zweiten Weltkrieg arbeitete er als Kartograph für das Militär und veröffentlichte darüber auch Bücher. Er wurde Professor in Chicago, wo er der Wirbeltier-Paläontologie mit der Gründung eines interdisziplinären Forschungskomitees 1947 zu mehr Eigenständigkeit gegenüber den Geologen verhalf.
Olson wandte damals neue Methoden in der Wirbeltier-Paläontologie an (wie sedimentologisch-statistische Methoden, Luftbildkartographie, Paläoökologie, Funktionsmorphologie und Morphometrie, Taphonomie). Er befasste sich insbesondere mit der frühen Evolution der Landwirbeltiere im Perm (besonders Therapsiden, eine Gruppe von frühen Säugerverwandten) aus Nordamerika (mit Ausgrabungen in Nord-Texas und Oklahoma) und Südafrika, aber auch Russland, wohin er ab 1959 Kontakte aufbaute (zum Beispiel zu Iwan Antonowitsch Jefremow, dem Begründer der Taphonomie). Auf das Thema kam er durch seinen Lehrer Romer und die Bearbeitung der Sammlungen im Walker-Museum der Universität Chicago. Seine Forschungen konnten eine bis dahin vorhandene Lücke in der Fossilüberlieferung im frühen Perm schließen. 1952 führte er das Konzept der Chronofauna ein für ökologische Lebensgemeinschaften, die über längere geologische Zeiträume existieren, aber nicht unbedingt immer dieselben Arten in den jeweiligen ökologischen Nischen umfassen.
1987 erhielt er die erste Romer-Simpson-Medaille der Society of Vertebrate Paleontology, deren Ehrenmitglied er 1980 wurde. Seit 1980 war er Mitglied der National Academy of Sciences. Von 1953 bis 1958 war er Herausgeber von Evolution und 1962 bis 1967 des Journal of Geology.
Er war seit 1939 verheiratet und hatte drei Kinder. Er spielte Violine und Piano und trug gern paläontologische Lieder auf Geselligkeiten vor.

## Dedikationsnamen
Das Spezies-Epithet der Captorhiniden-Art Reiszorhinus olsoni sowie der Name des höheren Temnospondylen-Taxons Olsoniformes würdigen Olsons Verdienste bei der Erforschung permischer Landwirbeltierfaunen.

## Schriften (Auswahl)
- mit R. L. Miller: Morphological Integration. University of Chicago Press, Chicago IL 1958; neu aufgelegt 1999 mit einem Nachwort von Barry Chernoff und Paul M. Magwene, ISBN 0-226-62905-8
- Parallelism in the evolution of the Permian reptilian faunas in the old and new worlds. Fieldiana Zoology, Bd. 37, Nr. 13, 1955, S. 385–401, doi:10.5962/bhl.title.2838
- Fauna of the Vale and Choza. 14-teilige Schriftenreihe zur Wirbeltierfauna der „Vale“- und „Choza“-Formation, Schichtglieder der spätunterpermischen Clear-Fork-Formation (ehemals Clear-Fork-Gruppe) von Nord-Texas:
  - Teil 1–5: Fieldiana Geology, Bd. 10, Nr. 11, 1951, S. 89–128, doi:10.5962/bhl.title.3264
  - Teil 6: Diplocaulus. Fieldiana Geology, Bd. 10, Nr. 14, 1952, S. 147–166, doi:10.5962/bhl.title.3299
  - Teil 7: Pelycosauria: family Caseidae. Fieldiana Geology, Bd. 10, Nr. 17, 1954, S. 193–204, doi:10.5962/bhl.title.3457
  - Teil 8: Pelycosauria: Dimetrodon. Fieldiana Geology, Bd. 10, Nr. 18, 1954, S. 205–210, doi:10.5962/bhl.title.3287
  - Teil 9: Captorhinomorpha. Fieldiana Geology, Bd. 10, Nr. 19, 1954, S. 211–218, doi:10.5962/bhl.title.3331
  - Teil 10: Trimerorhachis: including a revision of prevale species. Fieldiana Geology, Bd. 10, Nr. 21, 1955, S. 225–274, doi:10.5962/bhl.title.2668
  - Teil 11: Lysorophus: Vale and Choza, Diplocaulus, Cacops and Eryopidae: Choza. Fieldiana Geology, Bd. 10, Nr. 25, 1956, S. 313–322, doi:10.5962/bhl.title.3516
  - Teil 12: A new Trematopsid amphibian from the Vale formation. Fieldiana Geology, Bd. 10, Nr. 26, 1956, S. 323–328, doi:10.5962/bhl.title.3585
  - Teil 13: Diadectes, Xenacanthus, and specimens of uncertain affinities. Fieldiana Geology, Bd. 10, Nr. 27, 1956, S. 329–334, doi:10.5962/bhl.title.3571
  - Teil 14: Summary, review, and integration of the geology and fauna. Fieldiana Geology, Bd. 10, Nr. 32, 1958, S. 397–448, doi:10.5962/bhl.title.16955
- Size frequency distribution in samples of extinct organisms. The Journal of Geology, Bd. 65, Nr. 3, 1957, S. 309–333 (JSTOR)
- Morphology, Paleontology and Evolution. In: Sol Tax (Hrsg.): Evolution after Darwin. Volume I: The Evolution of Life. Chicago University Press, Chicago IL 1960, S. 523–545 (archive.org)
- Jaw mechanisms: rhipidistian, amphibians, reptiles. American Zoologist, Bd. 1, Nr. 2, 1961, S. 205–215 (JSTOR:3881251)
- Late Permian Terrestrial Vertebrates, U. S. A. and U. S. S. R. Transactions of the American Philosophical Society, New Series, Bd. 52, Nr. 2, 1962, S. 1–224 (JSTOR:1005904)
- Russian viewpoints on Evolution. Evolution, Bd. 17, Nr. 1, 1963, S. 119–120 (JSTOR); eine Rezension zweier Werke aus der Feder sowjetischer Evolutionsforscher
- Evolution of Life. Weidenfeld and Nicholson, London 1965
- Community evolution and the origin of mammals. Ecology, Bd. 47, Nr. 2, 1966, S. 291–302 (JSTOR)
- Vertebrate Paleozoology. Wiley Interscience, New York 1971
- mit Jane Ann Robinson: Concepts of Evolution. Charles R. Merrill, Columbus OH 1975
- Taphonomy: Its history and its role in community evolution. In: Anna K. Behrensmeyer, Andrew P. Hill (Hrsg.): Fossils in the Making – Vertebrate Taphonomy and Paleoecology University of Chicago Press, Chicago IL 1980, S. 5–19
- The problem of missing links: today and yesterday. The Quarterly Review of Biology, Bd. 56, Nr. 4, 1981, S. 405–452 (JSTOR:2824990)
- The Other Side of the Medal – A Paleobiologist Reflects on the Art and Serendipity of Science. The McDonald & Woodward Publishing Company, Blacksburg VA 1990 (Digitalisat, HTML-Version); enthält u. a. Erinnerungen an die Zusammenarbeit mit Iwan Jefremow
- mit Malcolm S. Gordon: Invasions of the Land – The Transitions of Organisms from Aquatic to Terrestrial Life. Columbia University Press, New York [u. a.] 1995, ISBN 0-231-06876-X